# Disease Models & Mechanisms
Disease Models & Mechanisms is een internationaal, aan collegiale toetsing onderworpen open access wetenschappelijk tijdschrift op het gebied van de celbiologie en de pathologie. De naam wordt in literatuurverwijzingen meestal afgekort tot Dis. Model. Mech. Het wordt uitgegeven door The Company of Biologists en verschijnt tweemaandelijks. Het eerste nummer verscheen in 2011.